# Easton (Norfolk)
Easton is een civil parish in het bestuurlijke gebied South Norfolk, in het Engelse graafschap Norfolk met 1514 inwoners.